# 小行星6514
小行星6514（6514 Torahiko）是一颗围绕太阳公转的小行星。1987年11月25日，關勉在藝西天文台发现了此天体。
該小行星以日本物理學家寺田寅彥命名。
这颗小行星的绝对星等为142.66940等。